# Мак голостебельный
Мак голосте́бельный (лат. Papáver nudicáule) — многолетнее (в культуре — двулетнее) травянистое растение; вид рода Мак (Papaver) семейства Маковые.

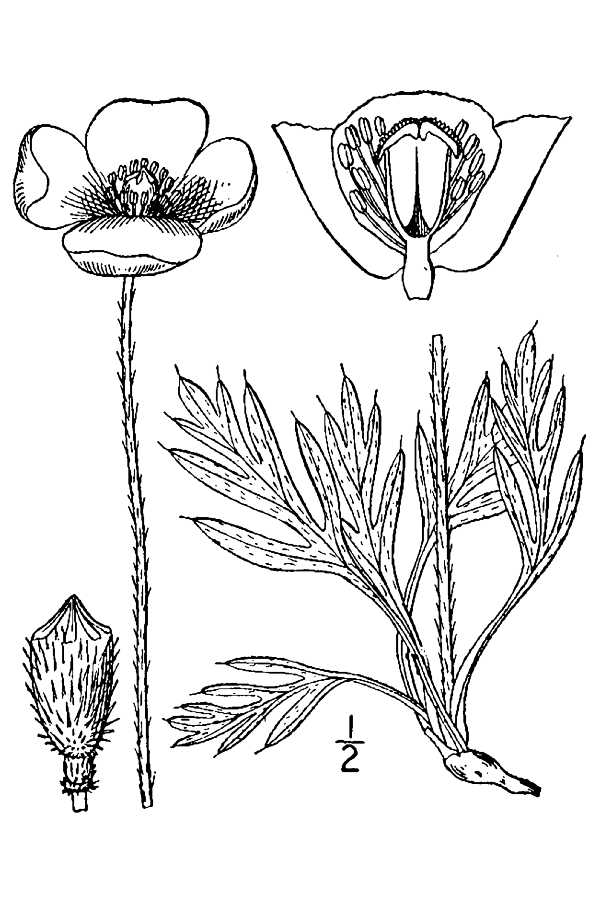
из книги Н. Л. Бриттона и А. Брауна «An illustrated flora of the northern United States, Canada and the British Possessions», 1913

## Распространение и экология
Родина — Алтай, Восточная Сибирь, Казахстан (юго-восток), Монголия, Китай, арктические районы Северной Америки (Аляска, Юкон).
Растёт по каменистым склонам, галечникам рек, песчаным лугам, иногда степям.

## Ботаническое описание
Многолетнее травянистое растение, образует небольшие дерновинки.
Листья длинные, просто перистые, зеленоватые, реже сероватые, отстояще волосистые, серые, сегменты продолговатые или ланцетные, реже линейные, простые или реже зубчатые, раздвинутые.
Цветоносы несколько прижато или отстояще щетинистые, 15—50 см высотой, крепкие, прямые. Бутоны довольно крупные, 4—6 см в диаметре, венчики жёлтые, быстро опадающие. Нити тычинок длинные, многочисленные. Цветёт с июня по июль.
Плод — щетинистая коробочка (щетинки белые или рыжие, прижатые), довольно крупная, узко-булавовидная, без плёнчатого окаймления лучей и почти без плёнчатой мембраны в углах между ними.
Вид описан из Сибири.

## Разновидности
Систематиками неоднократно выделялись многие разновидности, отличающиеся некоторыми морфологическими особенностями и местами распространения:
- Papaver nudicaule subsp. americanum Randell ex D.F.Murray
- Papaver  nudicaule f. amurense (N.Busch) H.Chuang
- Papaver  nudicaule subsp. anomalum (Fedde) Vorosch.
- Papaver  nudicaule var. calcareum Peschkova
- Papaver  nudicaule var. chinense (Regel) Fedde
- Papaver  nudicaule var. coloradense Fedde
- Papaver  nudicaule var. fauriei Fedde
- Papaver  nudicaule subsp. insulare V.V.Petrovsky
- [syn.  Papaver nudicaule subsp. gracile  Tolm. — Мак голостебельный стройный] = Papaver jacuticum (Мак якутский)[2][3]
- Papaver  nudicaule var. kamtschaticum (Regel) Fedde
- Papaver  nudicaule var. labradoricum Fedde
- Papaver  nudicaule subsp. microcarpum (DC.) Fedde
- Papaver  nudicaule var. radicatum (Rottb.) DC.
- Papaver nudicaule subsp. nudicaule var. aquilegioides Fedde [syn.  Papaver anomalum Fedde]

Известен ряд близкородственных видов, например, Мак хакасский (Papaver chakassicum Peschkova).

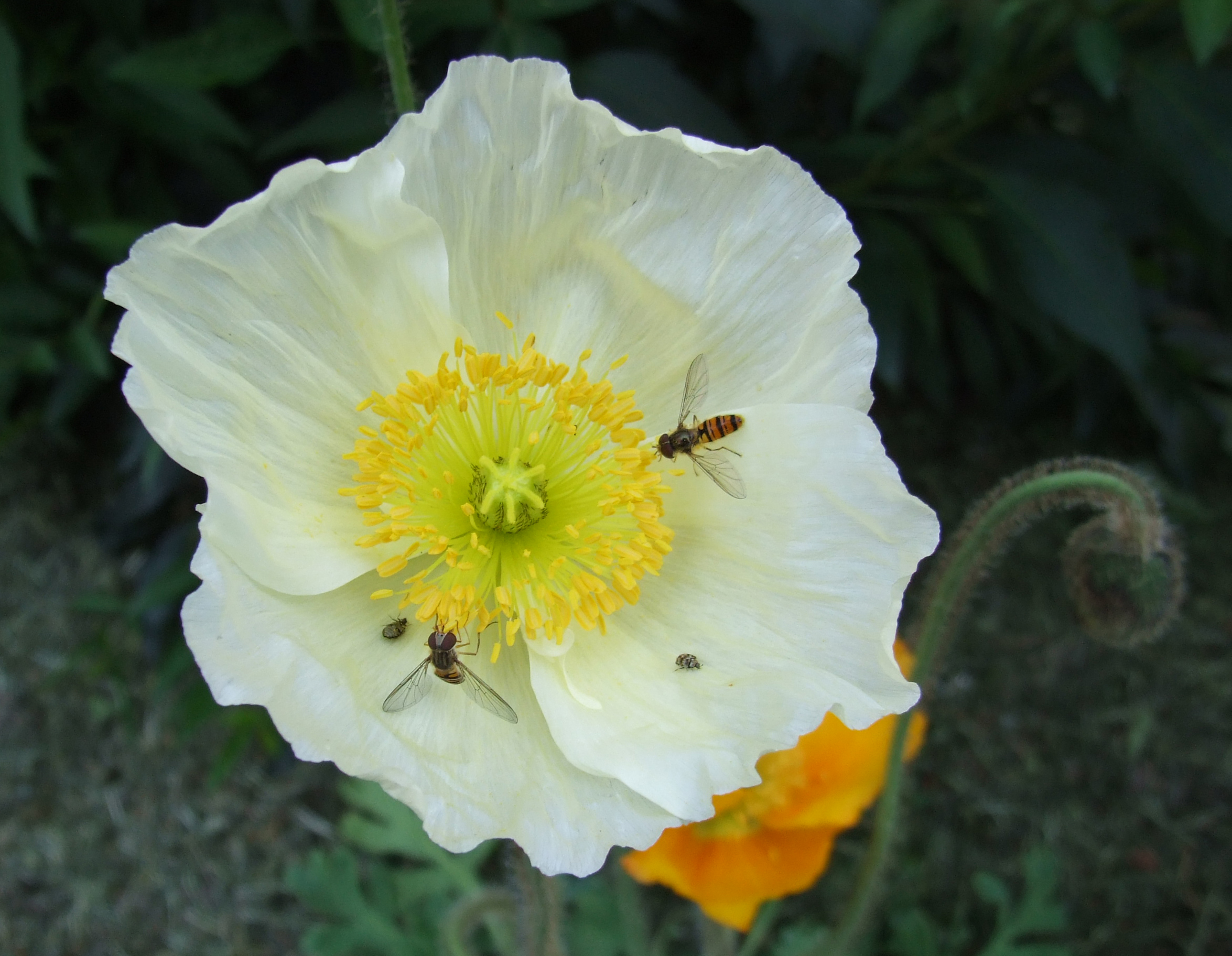
Цветок

Согласно данным GRIN в пределах вида выделяются два подвида:
- Papaver nudicaule subsp. americanum Randell ex D.F.Murray
- Papaver nudicaule subsp. nudicaule var. aquilegioides Fedde, растёт в Китае

## Значение и применение

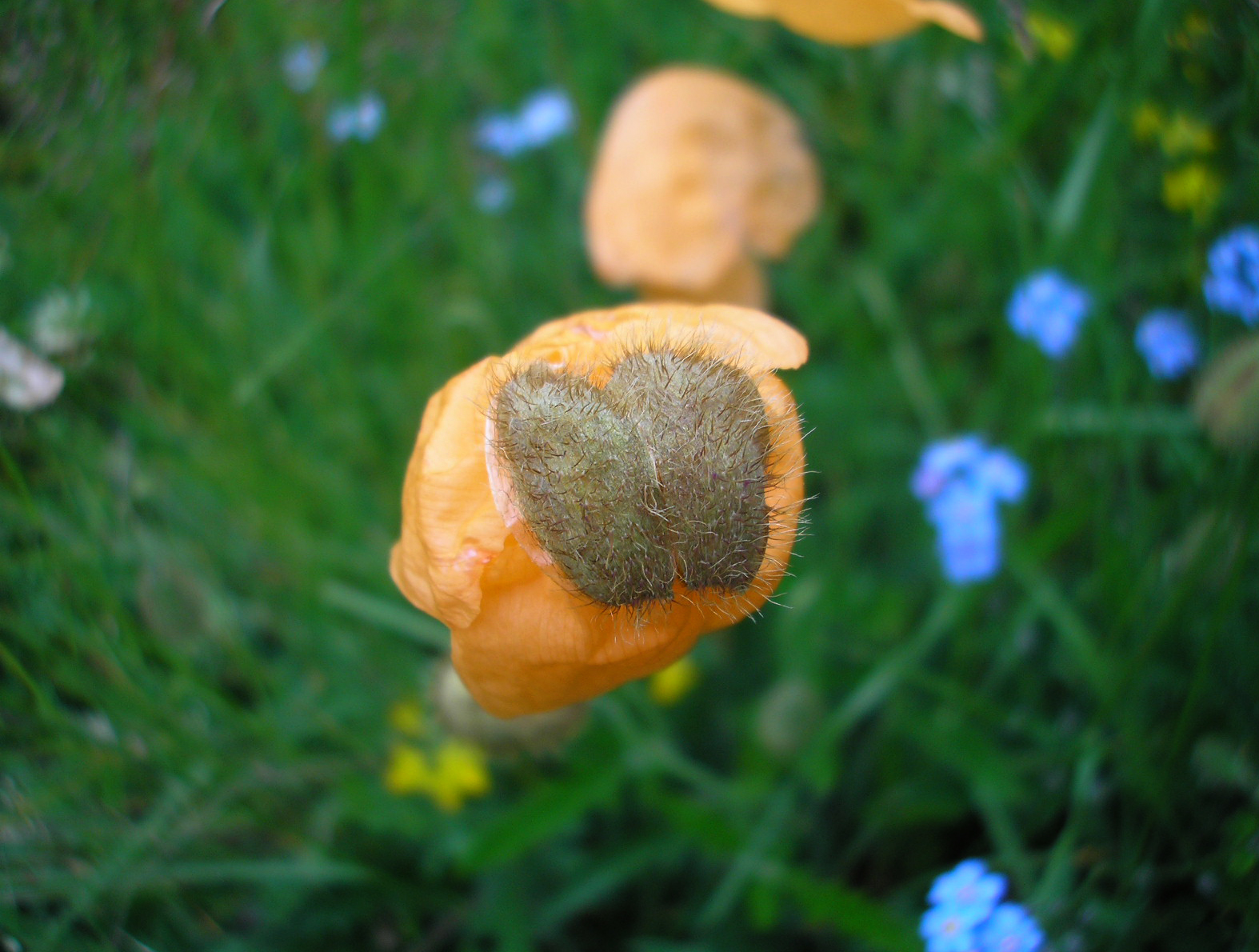
Остатки бутона на молодом цветке

Цветки поедаются овцами.

### В декоративном садоводстве
Имеет ряд сортов, цветущих с мая до поздней осени.
- 'Cardinal' — растение до 40 см высотой, цветки шарлаховые, до 6 см в диаметре;
- 'Popscile' — очень нарядный сорт. Это компактные растения высотой 25 см с прочными цветоносами, устойчивыми к сильным ветрам, и яркими цветками до 10 см в диаметре. Идеальны для выращивания в горшках, для создания ярких пятен на газонах и на альпийских горках, а также хороши для срезки. Зацветают очень рано.
- 'Roseum' — растение до 40 см высотой, цветки розовые до 6 см в диаметре;
- 'Sulphureum' — растение до 30 см высотой, цветки до 6 см в диаметре, лимонно-жёлтые.